# 名古屋電気鉄道デワ1形電車
名古屋電気鉄道デワ1形電車（なごやでんきてつどうデワ1がたでんしゃ）は、名古屋鉄道の前身事業者の一つである名古屋電気鉄道が、1912年（大正元年）に新製した木造電動貨車。同社では貨物電動車と称した。

## 構造
梅鉢鉄工所製、全長 8.36 m、全幅 2.23 m、4輪単車構造の木造有蓋車である（図面上の表記は全長 27 ft、全幅 7 ft 9 in、全高 10 ft 5+1/2 in）。自重 10 t、荷重 6 tと自重6-7t級の貨車が多い当時としては重量級であった。
両端部にはオープンデッキ構造、ベスチビュール（前面窓）付きの運転台があり、前面の昇降ガラス窓の下部に前照灯が取り付けられる構造を持つ。車体の材質は500形電車と同一で台枠や骨組みにケヤキ材、羽目板は平側、妻側ともにヒバ板、屋根は米国産松柾板、床は松板を使用。側面中央部に貨物扉を設ける。車体色は黒。
主電動機は英国ブリティッシュ・ウェスティングハウス・エレクトリック (BWH) 製のEC-221直流直巻電動機（50 馬力）を2基搭載。制御装置は同社製T1C直接制御器を使用。これらは500形と同一で、歯車比も統一されていた。比較的強力な主電動機が搭載されたのは当初より貨車牽引が考えられていたためで、同時期に発注されたト1形無蓋貨車の牽引が想定されていた。
台車はブリル製21E単台車、制動装置はアックレー製横形手ブレーキを装備し、この点は500形と異なる。集電装置はトロリーポールを装備したが、後年にB形手動パンタグラフに交換されている。

## 沿革
市内線（後の名古屋市電）を建設、営業した名古屋電気鉄道は当初、貨物輸送を行っていなかったが、郡部線（一宮線・犬山線・津島線）の建設で名古屋市外に進出する際、新たな収入源として貨物輸送をもくろんだ。1911年（明治44年）11月に名古屋電気鉄道が愛知県に提出した電気工事設計書には客車15両、電動貨車12両とあったが、実際には電動客車40両、電動貨車35両を発注している。開業時点の輸送力では全てを必要とせず、電動客車は1912年（大正元年）8月の郡部線開業時点で21両、電動貨車は同年9月の貨物輸送開始時点で10両のみが竣工し、残りは半年かけて製造された。
貨物輸送は当時まだ院線との接続がなく、社線内を電動貨車が無動力の付随貨車を牽引して多数走らせる構想であった。枇杷島に貨物積替場を設け、方面別に載せ替えた貨物を名古屋市内7ヶ所（北部、千種、本社、東部車庫、沢上、江川端、築港）の貨物取扱所に運び、郊外・市内間の小口輸送を宅配便の要領で柔軟にこなそうとしたのである。郡部線約50 kmの営業距離に対し電動貨車デワ1形が一挙35両も製造されたのはこの構想のためであった。しかし、構想の手始めとして1912年（明治45年）7月に市内線3線（押切線、江川線、築港線）に貨車乗入許可願を愛知県に提出するも、道路幅員などを理由に認可されず、計画の変更を余儀なくされる。結局、貨物列車の市内直通は諦め、郡部線のターミナルである押切町駅に貨物ホームを設け、そこで積み卸した荷貨物を荷車や荷馬車によって市内へ運ぶ形態に改められた。

貨物輸送の成績は予想の半数を割る輸送量、収入も旅客収入の1割前後と振るわず、市内線直通のために用意したデワ1形35両は早々に余剰となっていた。一方で、院線との連絡運輸需要の高まりから1918年（大正7年）より連絡運輸を開始することになり、院線に直通可能な付随貨車が必要になることから、余剰となったデワ1形22両を電装解除し、直通用の付随有蓋貨車に改造することにした。改造内容は電装品および両端の運転台の撤去、台車の交換などである。1918年（大正7年）9月の改番届では22両全てが同年7月23日に付随貨車化されたことになっているが、営業報告書にある車両数の変遷は以下の通りである。
|                        | 電動貨車 | 有蓋貨車 | （参考）206 - 208号 |
| ---------------------- | -------- | -------- | ------------------- |
| 1912年下期（11月30日） | 35       |          |                     |
| 1914年下期（11月30日） | 33 (-02) | 02 (+02) |                     |
| 1915年上期（05月31日） | 30 (-03) | 02       | 03 (+03)            |
| 1916年下期（11月30日） | 17 (-13) | 18 (+16) | 03                  |
| 1921年下期（11月30日） | 13 (-04) | 22 (+04) | 03                  |

外された電装品や台車は他の車両に転用された。1915年（大正4年）に清洲線用に増備された206 - 208（1918年に500形539 - 541に改番）、1924年（大正13年）開業の蘇東線用に製造された100形（101 - 104。1920年発生品を取り置き）などである。電装解除された22両はワ1形となり、さらにその一部は緩急車改造によって再びベスチビュール付き運転台を取り付け、ワフ1形（フワ1形）となった（名鉄ワフ50形貨車を参照）。
一部の付随有蓋貨車化によってデワ1形の数は13両に減じた。これらは（旧）名古屋鉄道、名岐鉄道を経て、1935年（昭和10年）に愛知電気鉄道との合併で発足した（現）名古屋鉄道に至るまで使用された。その後、太平洋戦争の激化による資材不足で増大する旅客輸送に車両製造が追いつかなくなると、名古屋鉄道は鉄道省や他社からの車両払い下げ、自社工場製造・改造などあらゆる手を使って車両の確保に奔走する。デワ1形も車両数確保のための資材として活用することになり、1940年（昭和15年）6月22日付でデワ1 - 8が、1941年（昭和16年）3月25日付デワ9 - 13が廃車され、デワ1形は形式消滅した。
デワ1 - 6の台車、台枠、手ブレーキを転用し、木造車体を新造して完成したのがサ50形（51 - 56）で、1942年（昭和17年）2月23日に落成した。サ50形はさらに2両が同年5月19日に増備されている。このほか、同年1月23日には3両分の台車と電装品を転用したモ90形（91 - 93）も作られている。

## 車歴表
- 出典： 「名鉄デワ1形車歴表」「知られざる名鉄電車史1 郊外線草創期の車両 - デシ500形とその仲間たち」

| 原車番 | 名古屋電気鉄道 | 名古屋電気鉄道  | （旧）名古屋鉄道 | （旧）名古屋鉄道 | （旧）名古屋鉄道 | 名古屋鉄道 | 名古屋鉄道 | 名古屋鉄道    | 名古屋鉄道    | 名古屋鉄道    | 名古屋鉄道    | 名古屋鉄道    | 名古屋鉄道    | 名古屋鉄道    | 名古屋鉄道    | 名古屋鉄道    | 名古屋鉄道 |
| 原車番 | 1912           | 1918            | 1921             | 1925             | 1928             | 1939       | 1940       | 1941          | 1942          | 1943          | 1947          | 1948          | 1949          | 1954          | 1956          | 1957          | 1980       |
| ------ | -------------- | --------------- | ---------------- | ---------------- | ---------------- | ---------- | ---------- | ------------- | ------------- | ------------- | ------------- | ------------- | ------------- | ------------- | ------------- | ------------- | ---------- |
| デワ1  | デワ1形 1      | デワ1形 1       | デワ1形 1        | デワ1形 1        | デワ1形 1        | デワ1形 1  | 廃車       | 廃車          | サ50形 51※1   | サ50形 51※1   | サ50形 51※1   | サ50形 51※1   | サ50形 51※1   | サ50形 51※1   | サ50形 51※1   | 廃車          | 廃車       |
| デワ2  | デワ1形 2      | デワ1形 2       | デワ1形 2        | デワ1形 2        | デワ1形 2        | デワ1形 2  | 廃車       | 廃車          | サ50形 52※1   | サ50形 52※1   | 廃車          | 廃車          | 廃車          | 廃車          | 廃車          | 廃車          | 廃車       |
| デワ3  | デワ1形 3      | デワ1形 3       | デワ1形 3        | デワ1形 3        | デワ1形 3        | デワ1形 3  | 廃車       | 廃車          | サ50形 53※1   | サ50形 53※1   | サ50形 53※1   | サ50形 53※1   | サ50形 53※1   | サ50形 53※1   | サ50形 53※1   | 廃車          | 廃車       |
| デワ4  | デワ1形 4      | デワ1形 4       | デワ1形 4        | デワ1形 4        | デワ1形 4        | デワ1形 4  | 廃車       | 廃車          | サ50形 54※1   | サ50形 54※1   | 廃車          | 廃車          | 廃車          | 廃車          | 廃車          | 廃車          | 廃車       |
| デワ5  | デワ1形 5      | デワ1形 5       | デワ1形 5        | デワ1形 5        | デワ1形 5        | デワ1形 5  | 廃車       | 廃車          | サ50形 55※1   | サ50形 55※1   | 廃車          | 廃車          | 廃車          | 廃車          | 廃車          | 廃車          | 廃車       |
| デワ6  | デワ1形 6      | デワ1形 6       | デワ1形 6        | デワ1形 6        | デワ1形 6        | デワ1形 6  | 廃車       | 廃車          | サ50形 56※1   | サ50形 56※1   | サ50形 56※1   | サ50形 56※1   | サ50形 56※1   | サ50形 56※1   | サ50形 56※1   | 廃車          | 廃車       |
| デワ7  | デワ1形 7      | デワ1形 7       | デワ1形 7        | デワ1形 7        | デワ1形 7        | デワ1形 7  | 廃車       | 廃車          | サ50形 57※1※2 | サ50形 57※1※2 | 廃車          | 廃車          | 廃車          | 廃車          | 廃車          | 廃車          | 廃車       |
| デワ8  | デワ1形 8      | デワ1形 8       | デワ1形 8        | デワ1形 8        | デワ1形 8        | デワ1形 8  | 廃車       | 廃車          | サ50形 58※1※2 | サ50形 58※1※2 | サ50形 58※1※2 | サ50形 58※1※2 | サ50形 58※1※2 | サ50形 58※1※2 | サ50形 58※1※2 | 廃車          | 廃車       |
| デワ9  | デワ1形 9      | デワ1形 9       | デワ1形 9        | デワ1形 9        | デワ1形 9        | デワ1形 9  | デワ1形 9  | 廃車          | モ90形 91※1※2 | モ90形 91※1※2 | モ90形 91※1※2 | モ90形 91※1※2 | モ140形 141   | →豊橋鉄道     | 廃車          | 廃車          | 廃車       |
| デワ10 | デワ1形 10     | デワ1形 10      | デワ1形 10       | デワ1形 10       | デワ1形 10       | デワ1形 10 | デワ1形 10 | 廃車          | モ90形 92※1※2 | モ90形 92※1※2 | モ90形 92※1※2 | モ90形 92※1※2 | モ140形 142   | →豊橋鉄道     | 廃車          | 廃車          | 廃車       |
| デワ11 | デワ1形 11     | デワ1形 11      | デワ1形 11       | デワ1形 11       | デワ1形 11       | デワ1形 11 | デワ1形 11 | 廃車          | モ90形 93※1※2 | モ90形 93※1※2 | モ90形 93※1※2 | モ90形 93※1※2 | モ140形 143   | →豊橋鉄道     | 廃車          | 廃車          | 廃車       |
| デワ12 | デワ1形 12     | デワ1形 12      | デワ1形 12       | デワ1形 12       | デワ1形 12       | デワ1形 12 | デワ1形 12 | 廃車          | 廃車          | 廃車          | 廃車          | 廃車          | 廃車          | 廃車          | 廃車          | 廃車          | 廃車       |
| デワ13 | デワ1形 13     | デワ1形 13      | デワ1形 13       | デワ1形 13       | デワ1形 13       | デワ1形 13 | デワ1形 13 | 廃車          | 廃車          | 廃車          | 廃車          | 廃車          | 廃車          | 廃車          | 廃車          | 廃車          | 廃車       |
| 原車番 | 1912           | 1918            | 1921             | 1925             | 1928             | 1939       | 1940       | 1941          | 1942          | 1943          | 1947          | 1948          | 1949          | 1954          | 1956          | 1957          | 1980       |
| デワ14 | デワ1形 14     | 電装解除 ワ14※3 | 電装解除 ワ14※3  | ワ1形 1          | ワ1形 1          | 廃車       | 廃車       | 廃車          | 廃車          | 廃車          | 廃車          | 廃車          | 廃車          | 廃車          | 廃車          | 廃車          | 廃車       |
| デワ15 | デワ1形 15     | 電装解除 ワ15※3 | 電装解除 ワ15※3  | ワ1形 2          | ワ1形 2          | 廃車       | 廃車       | 廃車          | 廃車          | 廃車          | 廃車          | 廃車          | 廃車          | 廃車          | 廃車          | 廃車          | 廃車       |
| デワ16 | デワ1形 16     | 電装解除 ワ16※3 | 電装解除 ワ16※3  | ワ1形 3          | ワ1形 3          | 廃車       | 廃車       | 廃車          | 廃車          | 廃車          | 廃車          | 廃車          | 廃車          | 廃車          | 廃車          | 廃車          | 廃車       |
| デワ17 | デワ1形 17     | 電装解除 ワ17※3 | 電装解除 ワ17※3  | ワ1形 4          | ワ1形 4          | 廃車       | 廃車       | 廃車          | 廃車          | 廃車          | 廃車          | 廃車          | 廃車          | 廃車          | 廃車          | 廃車          | 廃車       |
| デワ18 | デワ1形 18     | 電装解除 ワ18※3 | 電装解除 ワ18※3  | ワ1形 5          | ワ1形 5          | 廃車       | 廃車       | 廃車          | 廃車          | 廃車          | 廃車          | 廃車          | 廃車          | 廃車          | 廃車          | 廃車          | 廃車       |
| デワ19 | デワ1形 19     | 電装解除 ワ19※3 | 電装解除 ワ19※3  | ワ1形 6          | ワ1形 6          | 廃車       | 廃車       | 廃車          | 廃車          | 廃車          | 廃車          | 廃車          | 廃車          | 廃車          | 廃車          | 廃車          | 廃車       |
| デワ20 | デワ1形 20     | 電装解除 ワ20※3 | 電装解除 ワ20※3  | ワ1形 7          | ワ1形 7          | 廃車       | 廃車       | 廃車          | 廃車          | 廃車          | 廃車          | 廃車          | 廃車          | 廃車          | 廃車          | 廃車          | 廃車       |
| デワ21 | デワ1形 21     | 電装解除 ワ21※3 | 電装解除 ワ21※3  | ワ1形 8          | ワ1形 8          | 廃車       | 廃車       | 廃車          | 廃車          | 廃車          | 廃車          | 廃車          | 廃車          | 廃車          | 廃車          | 廃車          | 廃車       |
| デワ22 | デワ1形 22     | 電装解除 ワ22※3 | 電装解除 ワ22※3  | ワ1形 9          | ワ1形 9          | 廃車       | 廃車       | 廃車          | 廃車          | 廃車          | 廃車          | 廃車          | 廃車          | 廃車          | 廃車          | 廃車          | 廃車       |
| デワ23 | デワ1形 23     | 電装解除 ワ23※3 | 電装解除 ワ23※3  | ワ1形 10         | ワ1形 10         | 廃車       | 廃車       | 廃車          | 廃車          | 廃車          | 廃車          | 廃車          | 廃車          | 廃車          | 廃車          | 廃車          | 廃車       |
| 原車番 | 1912           | 1918            | 1921             | 1925             | 1928             | 1939       | 1940       | 1941          | 1942          | 1943          | 1947          | 1948          | 1949          | 1954          | 1956          | 1957          | 1980       |
| デワ24 | デワ1形 24     | 電装解除 ワ24※3 | ワフ1形 1※4      | ワフ1形 1※4      | ワブ1形 1        | ワブ1形 1  | ワブ1形 1  | ワフ50形 51※5 | ワフ50形 51※5 | ワフ50形 51※5 | ワフ50形 51※5 | ワフ50形 51※5 | ワフ50形 51※5 | ワフ50形 51※5 | ワフ50形 51※5 | ワフ50形 51※5 | 廃車       |
| デワ25 | デワ1形 25     | 電装解除 ワ25※3 | ワフ1形 2※4      | ワフ1形 2※4      | ワブ1形 2        | ワブ1形 2  | ワブ1形 2  | ワフ50形 52※5 | ワフ50形 52※5 | ワフ50形 52※5 | ワフ50形 52※5 | ワフ50形 52※5 | ワフ50形 52※5 | ワフ50形 52※5 | ワフ50形 52※5 | ワフ50形 52※5 | 廃車       |
| デワ26 | デワ1形 26     | 電装解除 ワ26※3 | ワフ1形 3※4      | ワフ1形 3※4      | ワブ1形 3        | ワブ1形 3  | ワブ1形 3  | ワフ50形 53※5 | ワフ50形 53※5 | ワフ50形 53※5 | ワフ50形 53※5 | ワフ50形 53※5 | ワフ50形 53※5 | ワフ50形 53※5 | ワフ50形 53※5 | ワフ50形 53※5 | 廃車       |
| デワ27 | デワ1形 27     | 電装解除 ワ27※3 | ワフ1形 4※4      | ワフ1形 4※4      | ワブ1形 4        | ワブ1形 4  | ワブ1形 4  | ワフ50形 54※5 | ワフ50形 54※5 | ワフ50形 54※5 | ワフ50形 54※5 | ワフ50形 54※5 | ワフ50形 54※5 | ワフ50形 54※5 | ワフ50形 54※5 | ワフ50形 54※5 | 廃車       |
| デワ28 | デワ1形 28     | 電装解除 ワ28※3 | ワフ1形 5※4      | ワフ1形 5※4      | ワブ1形 5        | ワブ1形 5  | ワブ1形 5  | ワフ50形 55※5 | ワフ50形 55※5 | ワフ50形 55※5 | ワフ50形 55※5 | ワフ50形 55※5 | ワフ50形 55※5 | ワフ50形 55※5 | ワフ50形 55※5 | ワフ50形 55※5 | 廃車       |
| デワ29 | デワ1形 29     | 電装解除 ワ29※3 | ワフ1形 6※4      | ワフ1形 6※4      | ワブ1形 6        | ワブ1形 6  | ワブ1形 6  | ワフ50形 56※5 | ワフ50形 56※5 | ワフ50形 56※5 | ワフ50形 56※5 | ワフ50形 56※5 | ワフ50形 56※5 | ワフ50形 56※5 | ワフ50形 56※5 | ワフ50形 56※5 | 廃車       |
| デワ30 | デワ1形 30     | 電装解除 ワ30※3 | ワフ1形 7※4      | ワフ1形 7※4      | ワブ1形 7        | ワブ1形 7  | ワブ1形 7  | ワフ50形 57※5 | ワフ50形 57※5 | ワフ50形 57※5 | ワフ50形 57※5 | ワフ50形 57※5 | ワフ50形 57※5 | ワフ50形 57※5 | ワフ50形 57※5 | ワフ50形 57※5 | 廃車       |
| デワ31 | デワ1形 31     | 電装解除 ワ31※3 | ワフ1形 8※4      | ワフ1形 8※4      | ワブ1形 8        | ワブ1形 8  | ワブ1形 8  | ワフ50形 58※5 | ワフ50形 58※5 | ワフ50形 58※5 | ワフ50形 58※5 | ワフ50形 58※5 | ワフ50形 58※5 | ワフ50形 58※5 | ワフ50形 58※5 | ワフ50形 58※5 | 廃車       |
| デワ32 | デワ1形 32     | 電装解除 ワ32※3 | ワフ1形 9※4      | ワフ1形 9※4      | ワブ1形 9        | ワブ1形 9  | ワブ1形 9  | ワフ50形 59※5 | ワフ50形 59※5 | ワフ50形 59※5 | ワフ50形 59※5 | ワフ50形 59※5 | ワフ50形 59※5 | ワフ50形 59※5 | ワフ50形 59※5 | ワフ50形 59※5 | 廃車       |
| デワ33 | デワ1形 33     | 電装解除 ワ33※3 | ワフ1形 10※4     | ワフ1形 10※4     | ワブ1形 10       | ワブ1形 10 | ワブ1形 10 | ワフ50形 60※5 | ワフ50形 60※5 | ワフ50形 60※5 | ワフ50形 60※5 | ワフ50形 60※5 | ワフ50形 60※5 | ワフ50形 60※5 | ワフ50形 60※5 | ワフ50形 60※5 | 廃車       |
| デワ34 | デワ1形 34     | 電装解除 ワ34※3 | ワフ1形 11※4     | ワフ1形 11※4     | ワブ1形 11       | ワブ1形 11 | ワブ1形 11 | ワフ50形 61※5 | ワフ50形 61※5 | ワフ50形 61※5 | ワフ50形 61※5 | ワフ50形 61※5 | ワフ50形 61※5 | ワフ50形 61※5 | ワフ50形 61※5 | ワフ50形 61※5 | 廃車       |
| デワ35 | デワ1形 35     | 電装解除 ワ35※3 | ワフ1形 12※4     | ワフ1形 12※4     | ワブ1形 12       | ワブ1形 12 | ワブ1形 12 | ワフ50形 62※5 | ワフ50形 62※5 | サ60形 61     | サ60形 61     | ワフ50形 62   | ワフ50形 62   | ワフ50形 62   | ワフ50形 62   | ワフ50形 62   | 廃車       |
| 原車番 | 1912           | 1918            | 1921             | 1925             | 1928             | 1939       | 1940       | 1941          | 1942          | 1943          | 1947          | 1948          | 1949          | 1954          | 1956          | 1957          | 1980       |
| 原車番 | 名古屋電気鉄道 | 名古屋電気鉄道  | （旧）名古屋鉄道 | （旧）名古屋鉄道 | （旧）名古屋鉄道 | 名古屋鉄道 | 名古屋鉄道 | 名古屋鉄道    | 名古屋鉄道    | 名古屋鉄道    | 名古屋鉄道    | 名古屋鉄道    | 名古屋鉄道    | 名古屋鉄道    | 名古屋鉄道    | 名古屋鉄道    | 名古屋鉄道 |

- ※1： 廃車したデワの台車・機器を流用。
- ※2： デワ7・8→サ57・58およびデワ9・10・11→モ91・92・93については新旧番号対照明記がなく、グループ間の対照番号は不確定[15]。
- ※3： 改番届提出日準拠[15]。実際の電装解除時期、機器類の流用については本文参照。
- ※4： 車種記号を「フワ」とする資料あり[15]。
- ※5： この時点では車種記号を「ワブ」とする資料[10][15]もあるが、「ワフ」への改称時期は不明。